# Haptotricoma boucheri
Haptotricoma boucheri is een rondwormensoort uit de familie van de Meyliidae. De wetenschappelijke naam van de soort is voor het eerst geldig gepubliceerd in 1979 door Decraemer.